# Biantella
Biantella is een geslacht van hooiwagens uit de familie Biantidae.
De wetenschappelijke naam Biantella is voor het eerst geldig gepubliceerd door Roewer in 1927. 

## Soorten
Biantella is monotypisch en omvat slechts de volgende soort:
- Biantella reticulata